# Ginástica nos Jogos Olímpicos de Verão da Juventude de 2014
As competições de ginástica nos Jogos Olímpicos de Verão da Juventude de 2014 aconteceram entre 17 e 27 de Agosto no Centro Olímpico de Desportos de Nanquim em Nanquim, China.

## Qualificação

### Ginástica artística
Cada Comité Olímpico Nacional (CON) pode participar com um máximo de dois atletas, um de cada sexo. Os atletas puderam qualificar as suas nações em cinco torneios de qualificação continentais. A anfitriã China não teve a quota parte a que tem direito devido a ter qualificado dois ginastas nos Campeonatos Asiáticos de 2014. Inicialmente, seis vagas, três de cada sexo, iriam ser distribuídas pela Comissão Tripartida, mas apenas duas foram dadas; assim, os lugares continentais podem ser reduzidos dependendo de que continente é o atleta escolhido. Devido à falta de atletas elegíveis nos Campeonatos Africanos, uma vaga masculina foi transferida para a Europa.
Para poderem participar nas Olimpíadas da Juventude entre 1 de Janeiro de 1997 e 31 de Dezembro de 1998 (masculino) ou 1 de Janeiro e 31 de Dezembro de 1999 (feminino). Atletas que já tenham participado em competições seniores da FIG ou eventos multidesportivos não podem participar nos Jogos Olímpicos da Juventude.
| Evento                                                        | Local     | Data                     | Total de vagas | Masculino | Feminino |
| ------------------------------------------------------------- | --------- | ------------------------ | -------------- | --- | --- |
| Campeonato Africano de 2014                                   | Tsuane    | 27 a 30 de março de 2014 | 3/4            | MAR Hamza Hajjaji EGY Mohamed Elhamy Amy RSA Muhammad Mia | ALG Fatima Mokhtari RSA Mammule Rankoe EGY Nada Ayman Ibrahim TUN Rahma Mastouri |
| Campeonato Pan-Americano Juvenil de 2014                      | Aracaju   | 27 a 30 de março de 2014 | 8/9            | USA Alec Yoder PUR Andres Gines COL Andres Moreno BRA Lucas Cardoso PER Luis Pizarro MEX Patricio Razo CAN Rene Cournoyer | PER Ana Karina Mendez ARG Augustina Santamaria BRA Flávia Saraiva GUA Katherine Godinez COL Laura Garzon CAY Morgan Lloyd PUR Paola Irizarry MEX Stephanie Hernández CAN Sydney Townsend |
| Convite tripartido                                            | -         | -                        | 8/9            | PAN Kevin Espinosa | |
| Campeonato Asiático de 2014                                   | Tasquente | 10 a 14 de abril de 2014 | 10/9           | IND Abhijeet Kumar VIE Định Vương Trần MAS Jeremiah Loo JPN Kenya Yuasa CHN Ma Yue KOR Myongwoo Lim THA Nattipong Aeadwong UZB Timur Kadirov KAZ Yerbol Jantikov | KAZ Arailym Khanseiitova PHI Ava Verdeflor IRQ Fatimah Al-Tameemi KOR Hana Park SIN Nadine Joy Nathan QAT Rahma Al-Dualimi JPN Sae Miyagawa UZB Veronika Orlova CHN Wang Yan |
| Convite tripartido                                            | -         | -                        | 10/9           | JOR Yazan Abendeh | |
| Campeonato Europeu de GAM 2014 Campeonato Europeu de GAF 2014 | Sófia     | 12 a 25 de maio de 2014  | 20/19          | ITA Andrea Russo GRE Antonios Tantalidis ISR Artem Dolgopyat HUN Botond Kardos FIN Emil Soravuo BLR Ilya Yakauleu SVK Igor Takáč GBR Giarni Regini-Moran CRO Jakov Vlahek AUT Johannes Mairoser SWE Kjell Kim Vanström BEL Luka van den Keybus SUI Marco Pfyl CYP Marios Georgiou GER Nils Dunkel RUS Nikita Nagorniy BUL Vladimir Tushev ARM Vigen Khachatryan FRA Zachari Hrimeche UKR Vladyslav Hryko | GER Antonia Alicke HUN Boglárka Dévai FRA Camille Bahl AUT Ceyda Sirbu GBR Ellie Downie GRE Evangelia Monokrousou SUI Gaia Nesurini ITA Iosra Abdelaziz BEL Jelle Beullens ROU Laura Jurcă NOR Martine Skregelid FIN Monica Sileoni BLR Natallia Yakubava POR Sara Raposeiro RUS Seda Tutkhalyan TUR Tutya Yılmaz CZE Veronika Cenkova NED Wendy de Jong POL Wiktoria Lopuszanska |
| Campeonatos da Oceania de 2014                                | Melbourne | 21 a 25 de maio de 2014  | 1              | AUS Clay Stephens | NZL Millie Williamson |
| TOTAL                                                         |           |                          |                | 42 | 42 |

### Ginástica rítmica
Cada Comité Olímpico Nacional (CON) pode ter um atleta individual e um grupo de cinco atletas. Cada continente qualificou um grupo através de cinco torneios continentais de qualificação, ao lado da anfitriã China. Contudo, os chineses recusaram o seu lugar, que foi atribuído à melhor equipa asiática seguinte. A Oceania também recusou o seu lugar continental, que foi redistribuído à melhor equipa europeia seguinte. Atletas individuais puderam qualificara as suas nações em um de cinco torneios de qualificação continentais. Apesar de serem anfitriões, a China não seleccionou qualquer ginasta para participar neste evento. Inicialmente, dois lugares seriam atribuídos pela Comissão Tripartida, mas nenhum acabou por ser ocupado.
Para poderem participar nas Olimpíadas da Juventude, os atletas devem ter nascido entre 1 de Janeiro e 31 de Dezembro de 1999. Os ginastas que participaram em competições seniores da FIG ou eventos multidesportivos também não podem participar nos Jogos Olímpicos da Juventude.
Individual
| Evento                                     | Local         | Data                                 | Total de vagas | Qualificadas |
| ------------------------------------------ | ------------- | ------------------------------------ | -------------- | --- |
| Campeonato Asiático de 2014                | Kuala Lumpur  | 21 a 24 de fevereiro de 2014         | 4              | UZB Anora Davlyatova MAS Olivia Tai JPN Tanaka Tatsusawa KAZ Yelizaveta Mainovskaya                                                               |
| Grand Prix de 2014 (Qualificação europeia) | Moscovo       | 28 de fevereiro a 2 de março de 2014 | 7              | ROU Anna Luiza Filioranu BUL Katerina Marinova ISR Linoy Ashram BLR Maryia Trubach MDA Nicoleta Dulgheru UKR Valeriya Khanina RUS Yulia Bravikova |
| Campeonato Africano de 2014                | Tsuane        | 25 de março a 4 de abril de 2014     | 3              | MAR Basma Ouatay EGY Hana Hassan Nafie RSA Shannon Gardiner                                                                                       |
| Campeonato Pan-Americano de 2014           | Daytona Beach | 9 a 11 de maio de 2014               | 3              | MEX Edna Garcia USA Laura Zeng BRA Mayra Siñeriz                                                                                                  |
| Evento de Qualificação da Oceania          | Auckland      | 9 a 11 de maio de 2014               | 1              | AUS Tara Wilkie |
| TOTAL                                      |               |                                      | 18             | |

Grupos
| Eventos                                    | Local         | Data                                 | Qualificados                    |
| ------------------------------------------ | ------------- | ------------------------------------ | ------------------------------- |
| Anfitriões                                 | -             | -                                    | CHN China                       |
| Campeonato Asiático de 2014                | Kuala Lumpur  | 21 a 24 de fevereiro de 2014         | KAZ Cazaquistão UZB Uzbequistão |
| Grand Prix de 2014 (Qualificação europeia) | Moscovo       | 28 de fevereiro a 2 de março de 2014 | BUL Bulgária RUS Rússia         |
| Campeonato Africano de 2014                | Tsuane        | 25 de março a 4 de abril de 2014     | EGY Egito                       |
| Campeonato Pan-Americano de 2014           | Daytona Beach | 9 a 11 de maio de 2014               | CAN Canadá                      |
| Evento de Qualificação da Oceania          | Auckland      | 11 de maio de 2014                   | Vaga recusada                   |
| TOTAL                                      |               |                                      | 6                               |

### Ginástica de trampolim
Cada Comité Olímpico Nacional (CON) pode participar com um máximo de dois atletas, um de cada sexo. Os atletas puderam qualificar as suas nações num de cinco eventos de qualificação continentais. Como a China se qualificou normalmente, não teve a quota de anfitriã. Inicialmente, duas vagas, uma de cada género, seriam decididas pela Comissão Tripartida, mas só um lugar foi distribuído; assim, a quota continental foi reduzida dependente de que continente é o atleta escolhido.
Para poderem participar nas Olimpíadas da Juventude, os atletas devem ter nascido entre 1 de Janeiro de 1997 e  31 de Dezembro de 1998. Os ginastas que participaram em competições seniores da FIG ou eventos multidesportivos também não podem participar nos Jogos Olímpicos da Juventude.
| Evento                           | Local         | Data                            | Total de vagas | Masculino                                                                  | Feminino                                                                   |
| -------------------------------- | ------------- | ------------------------------- | -------------- | -------------------------------------------------------------------------- | -------------------------------------------------------------------------- |
| Campeonatos Europeus de 2014     | Guimarães     | 7 a 13 de abril de 2014         | 4              | BLR Artsion Zhuk RUS Oleg Selyutin POR Pedro Ferreira GBR Zachary Sheridan | FRA Léa Labrousse RUS Maria Zacharchuk GEO Teona Janjgava GBR Zainub Akbar |
| Campeonato Africano de 2014      | Walvis Bay    | 30 de abril e 1 de maio de 2014 | 2              | EGY Mohab Ayman Hassan NAM Reinhardt van Zyl                               | EGY Ashrakat Ismail                                                        |
| Convite tripartido               | -             | -                               | 2              |                                                                            | NAM Jivanka Kruger                                                         |
| Campeonato Pan-Americano de 2014 | Daytona Beach | 7 a 12 de maio de 2014          | 2              | USA Cody Gesuelli MEX Luis Loria                                           | MEX Karina Cantú USA Nicole Ahsinger                                       |
| Campeonato da Oceania de 2014    | Melbourne     | 28 a 30 de maio de 2014         | 1              | NZL Dylan Schmidt                                                          | AUS Abbie Watts                                                            |
| Campeonato Asiático de 2014      | Chiba         | 2 a 4 de junho de 2014          | 3              | KAZ Amiran Babayan CHN Liu Changxin KAZ Pirmammad Aliyev                   | CHN hu Xueying QAT Nadeen Wehdan JPN Rana Nakano                           |
| TOTAL                            |               |                                 |                | 12                                                                         | 12                                                                         |

## Calendário
O calendário foi publicado pelo Comité Organizador dos Jogos Olímpicos da Juventude de Nanquim.
Todos os horários são pela hora padrão chinesa  (UTC+8).
| Data         | Dia da semana | Hora de início | Evento |
| ------------ | ------------- | -------------- | --- |
| 17 de Agosto | Domingo       | 13:30          | Ginástica artística - Qualificação masculina |
| 17 de Agosto | Domingo       | 19:00          | Ginástica artística - Qualificação masculina |
| 18 de Agosto | Segunda-feira | 11:00          | Ginástica artística - Qualificação feminina |
| 18 de Agosto | Segunda-feira | 14:30          | Ginástica artística - Qualificação feminina |
| 18 de Agosto | Segunda-feira | 19:00          | Ginástica artística - Qualificação feminina |
| 19 de Agosto | Terça-feira   | 19:00          | Ginástica artística - Individual geral masculino |
| 20 de Agosto | Quarta-feira  | 19:00          | Ginástica artística - Individual geral feminino |
| 21 de Agosto | Quinta-feira  | 13:30          | Trampolim feminino |
| 22 de Agosto | Sexta-feira   | 13:30          | Trampolim masculino |
| 23 de Agosto | Sábado        | 19:00          | Ginástica artística - Solo masculino Ginástica artística - Salto feminino Ginástica artística - Cavalo com alças masculino Ginástica artística - Barras assimétricas feminino Ginástica artística - Argolas masculino |
| 24 de Agosto | Domingo       | 19:00          | Ginástica artística - Salto masculino Ginástica artística - Trave feminino Ginástica artística - Barras paralelas masculino Ginástica artística - Solo feminino Ginástica artística - Barra fixa masculino            |
| 26 de Agosto | Terça-feira   | 11:00          | Ginástica rítmica - Qualificação individual geral |
| 26 de Agosto | Terça-feira   | 14:30          | Ginástica rítmica - Qualificação individual geral |
| 26 de Agosto | Terça-feira   | 19:00          | Ginástica rítmica - Qualificação grupos geral |
| 27 de Agosto | Quarta-feira  | 13:30          | Ginástica rítmica - Individual geral (final) |
| 27 de Agosto | Quarta-feira  | 19:00          | Ginástica rítmica - Grupos geral (final) |

## Resumo de medalhas

### Medalhistas

#### Ginástica artística

##### Masculino
| Evento                    | Ouro                                  | Prata                           | Bronze                                |
| ------------------------- | ------------------------------------- | ------------------------------- | ------------------------------------- |
| Individual geral detalhes | Giarnni Regini-Moran GBR Grã-Bretanha | Nikita Nagornyy RUS Rússia      | Alec Yoder USA Estados Unidos         |
| Solo detalhes             | Giarnni Regini-Moran GBR Grã-Bretanha | Kenya Yuasa JPN Japão           | Lim Myong-woo KOR Coreia do Sul       |
| Cavalo com alças detalhes | Nikita Nagornyy RUS Rússia            | Vladyslav Hryko UKR Ucrânia     | Timur Kadirov UZB Uzbequistão         |
| Argolas detalhes          | Nikita Nagornyy RUS Rússia            | Ma Yue CHN China                | Vladyslav Hryko UKR Ucrânia           |
| Salto detalhes            | Giarnni Regini-Moran GBR Grã-Bretanha | Ma Yue CHN China                | Nikita Nagornyy RUS Rússia            |
| Barras paralelas detalhes | Nikita Nagornyy RUS Rússia            | Botond Kardos HUN Hungria       | Giarnni Regini-Moran GBR Grã-Bretanha |
| Barra fixa detalhes       | Kenya Yuasa JPN Japão                 | Luka van den Keybus BEL Bélgica | Giarnni Regini-Moran GBR Grã-Bretanha |

##### Feminino
| Evento                       | Ouro                       | Prata                         | Bronze                        |
| ---------------------------- | -------------------------- | ----------------------------- | ----------------------------- |
| Individual geral detalhes    | Seda Tutkhalyan RUS Rússia | Flávia Saraiva BRA Brasil     | Ellie Downie GBR Grã-Bretanha |
| Salto detalhes               | Wang Yan CHN China         | Ellie Downie GBR Grã-Bretanha | Sae Miyakawa JPN Japão        |
| Barras assimétricas detalhes | Seda Tutkhalyan RUS Rússia | Iosra Abdelaziz ITA Itália    | Wang Yan CHN China            |
| Trave detalhes               | Wang Yan CHN China         | Flávia Saraiva BRA Brasil     | Ellie Downie GBR Grã-Bretanha |
| Solo detalhes                | Flávia Saraiva BRA Brasil  | Seda Tutkhalyan RUS Rússia    | Ellie Downie GBR Grã-Bretanha |

#### Ginástica rítimica
| Evento                    | Ouro                                                                                     | Prata                                                                                                  | Bronze |
| ------------------------- | ---------------------------------------------------------------------------------------- | --- | --- |
| Individual geral detalhes | Irina Annenkova RUS Rússia                                                               | Mariya Trubach BLR Bielorrússia                                                                        | Laura Zeng USA Estados Unidos                                                                             |
| Grupo geral detalhes      | Rússia (RUS) Daria Anenkova Daria Dubova Victoria Ilina Natalia Safonova Sofya Skomorokh | Bulgária (BUL) Elena Bineva Aleksandra Mitrovich Emiliya Radicheva Sofiya Rangelova Gabriela Stefanova | Cazaquistão (KAZ) Viktoriya Guslyakova Amina Kozhakhat Nuray Kumarova Darya Medvedeva Aliya Moldakhmetova |

#### Ginástica de trampolim
| Evento             | Ouro                            | Prata                  | Bronze                      |
| ------------------ | ------------------------------- | ---------------------- | --------------------------- |
| Masculino detalhes | Dylan Schmidt NZL Nova Zelândia | Liu Changxin CHN China | Pedro Ferreira POR Portugal |
| Feminino detalhes  | Zhu Xueying CHN China           | Rana Nakano JPN Japão  | Maria Zakharchuk RUS Rússia |

### Quadro de medalhas
*   país anfitrião (CHN China)
| Pos.                | País                | Ouro | Prata | Bronze | Total |
| ------------------- | ------------------- | ---- | ----- | ------ | ----- |
| 1                   | RUS Rússia          | 7    | 2     | 2      | 11    |
| 2                   | CHN China           | 3    | 3     | 1      | 7     |
| 3                   | GBR Grã-Bretanha    | 3    | 1     | 5      | 9     |
| 4                   | JPN Japão           | 1    | 2     | 1      | 4     |
| 5                   | BRA Brasil          | 1    | 2     | 0      | 3     |
| 6                   | NZL Nova Zelândia   | 1    | 0     | 0      | 1     |
| 7                   | UKR Ucrânia         | 0    | 1     | 1      | 2     |
| 8                   | BLR Bielorrússia    | 0    | 1     | 0      | 1     |
| 8                   | BUL Bulgária        | 0    | 1     | 0      | 1     |
| 8                   | BEL Bélgica         | 0    | 1     | 0      | 1     |
| 8                   | HUN Hungria         | 0    | 1     | 0      | 1     |
| 8                   | ITA Itália          | 0    | 1     | 0      | 1     |
| 13                  | USA Estados Unidos  | 0    | 0     | 2      | 2     |
| 14                  | KAZ Cazaquistão     | 0    | 0     | 1      | 1     |
| 14                  | KOR Coreia do Sul   | 0    | 0     | 1      | 1     |
| 14                  | POR Portugal        | 0    | 0     | 1      | 1     |
| 14                  | UZB Uzbequistão     | 0    | 0     | 1      | 1     |
| Total (17 entradas) | Total (17 entradas) | 16   | 16    | 16     | 48    |

## Lista de início

### Qualificatória masculina
| Subdivisão 1 |               |                |
| Canadá       | Suécia        | Cazaquistão    |
| Eslováquia   | Colômbia      | Armênia        |
| Peru         | Panamá        | Alemanha       |
| Marrocos     | China         | África do Sul  |
| Grécia       | Brasil        | Bélgica        |
| Israel       | Austrália     | México         |
| França       | Malásia       | Rússia         |
| Subdivisão 2 |               |                |
| Japão        | Bielorrússia  | Egito          |
| Suíça        | Chipre        | Finlândia      |
| Áustria      | Tailândia     | Hungria        |
| Porto Rico   | Coreia do Sul | Reino Unido    |
| Jordânia     | Índia         | Uzbequistão    |
| Ucrânia      | Vietname      | Bulgária       |
| Croácia      | Itália        | Estados Unidos |

### Qualificatória feminina
| Subdivisão 1  |               |
| Porto Rico    | Cazaquistão   |
| Argélia       | Coreia do Sul |
| Ilhas Caimã   | Hungria       |
| Iraque        | Singapura     |
| Finlândia     | Reino Unido   |
| Portugal      | Peru          |
| África do Sul | Japão         |
| Subdivisão 2  |               |
| Turquia       | Itália        |
| México        | China         |
| Chéquia       | Uzbequistão   |
| Polónia       | Argentina     |
| Bielorrússia  | Canadá        |
| Egito         | Áustria       |
| Suíça         | Filipinas     |
| Subdivision 3 |               |
| Catar         | Países Baixos |
| Grécia        | Roménia       |
| Bélgica       | Rússia        |
| Guatemala     | Alemanha      |
| Tunísia       | Noruega       |
| Colômbia      | Nova Zelândia |
| França        | Brasil        |